# Luka Peroš
Luka Peroš (Zagreb, 28. listopada 1976.) je hrvatski kazališni, televizijski i filmski glumac. Najpoznatiji po ulozi Marseillea u "La casa de papel".

## Filmografija

### Televizijske uloge
- "La casa de papel" kao Marseille (2020.)
- "Španjolska princeza" kao Kristofor Kolumbo (2019. - 2020.)
- "Kud puklo da puklo" kao recepcioner (2015.)
- "Larin izbor" kao Crni (2012.)
- "Špica" (2012.)
- "Tajni dnevnik patke Matilde" kao magarac Alojz (2010. – 2014.)
- "Mamutica" kao Rafael Borić (2010.)
- "Zakon!" kao Teofil (2009.)
- "Hitna 94" (2008.)
- "Tužni bogataš" kao Marić (2008.)
- "Bitange i princeze" kao stražar (2008.)
- "Dobre namjere" kao Zoki (2007. – 2008.)
- "Odmori se, zaslužio si" kao prezenter (2006. – 2007.)
- "Zabranjena ljubav" kao Adrijan Tomas (2006.)
- "Villa Maria" kao Juraga (2004.)

### Filmske uloge
- "Broj 55" kao Franjo (2014.)
- "Larin izbor: Izgubljeni princ" kao Crni (2012.)
- "Šuma summarum" kao Mladen (2010.)
- "Nije kraj" kao vojvoda (2008.)
- "Lov u Bosni" kao ratnik (2007.)
- "Čekanje do slobodnog operatera" (2006.)
- "Žena mušketir" (La Femme Musketeer) kao mušketir na pogrebu (2004.)
- "Četverored" (1999.)
- "Kanjon opasnih igara" kao Zlatan (1998.)
- "Tri muškarca Melite Žganjer" (1998.)

### Sinkronizacija
- "Mali šef" kao Mali šef (2017.)
- "Superknjiga" kao Lucifer/Sotona/Zmija/Negativac [S1] (2016.)
- "Hotel Transilvanija 2" kao Kal (2015.)
- "Sofija Prva" kao Jaguar (2015.)
- "Doktorica Pliško" kao Mrzli (2015.)
- "Malci" kao Herb Overkill (2015.)
- "Svemoguća Kim" kao Steven Markin i Brick Flagg (2015.)
- "Ekipa za 6" kao Yama (2014.)
- "Zvončica i gusarska vila" kao Yang (2014.)
- "Avioni 2: Nebeski vatrogasci" kao Stroj Vodanović (2014.)
- "Avanture gospodina Peabodya i Shermana" kao Paul Peterson (2014.)
- "Ledeno doba 4: Zemlja se trese" kao kapetan Špek Trbosjek (2012.)
- "Rio 1 i 2" kao Nigel (2011., 2014.)
- "Auti 2" kao Acer i Šajber (2011.)
- "Medvjedić Winnie" kao Tigar (2011.)
- "Priča o igračkama 1, 2, 3" kao Bojnik (2010.)
- "Fantazija 2000" kao Leopold Stokowski (2010.)
- "Planet 51" kao Plark, satnik i vojnik #2 (2009.)
- "Čudovišta protiv vanzemaljaca" kao Derek Dietl (2009.)
- "Grom" (2008.)
- "Život buba" kao Tupko (2008.)
- "Princeza sunca" (2007.)
- "Divlji valovi" kao Glen Maverick (2007.)
- "Bratz Bebe: Film" (2006.)
- "Kad krave polude" kao Bud (2006.)
- "Shrek" kao Telonije (2006.)
- "Auti 1" kao Brzi (2006.)
- "Zov divljine" kao Blag (2006.)
- "Dinotopia: Potraga za starim rubinom" (2005.)
- "Dinotopia 3" (2002.)
- "Dinotopia 2" (2002.)
- "Dinotopia 1" (2002.)
- "Careva nova škola" kao Kronk
- "Spužva Bob Skockani" kao Patrik Zvijezda (Project 6 sink)
- "Transformeri" kao Glavonja
- "Scooby Doo, Where Are You!" kao Scooby Doo
- "Ulica Sezam" kao Keksomlat
- "Krava i pile" kao Vragolino i Babun
- "Dva glupa psa" kao Mr. Hollywood
- "Dexterov laboratorij" kao Krunk i Mucek
- "Ben 10" kao Rukati
- "Scooby Doo" kao Scooby Doo
- "Bikeri s Marsa" kao Mišomor
- "X-Men" kao Wolverine
- "Iron Man" kao Mandarin
- "Yu-Gi-Oh!" kao Seto Kaiba
- "Lilo i Stitch" (serija)
- "Nove pustolovine Winnieja Pooha" kao Tigar

## Vanjske poveznice
- Luka Peroš u internetskoj bazi filmova IMDb-u (engl.)
- Stranica na ZKL.hr[neaktivna poveznica]